# Modicus tangaroa
Modicus tangaroa är en fiskart som beskrevs av Hardy, 1983. Modicus tangaroa ingår i släktet Modicus och familjen dubbelsugarfiskar. Inga underarter finns listade i Catalogue of Life.